# Tapani Mikkonen
Juha Tapani Mikkonen, född 26 januari 1952 i Joensuu, död 10 september 2014 i Esbo, var en finländsk grafiker. 
Mikkonen studerade 1973–1974 vid Orivesi-institutet, 1974–1977 vid Lahtis konstskola och 1978–1979 vid Konstindustriella högskolan samt ställde ut första gången 1974. Han blev känd främst som en förnyare av konstgrafiken i Finland genom att förena expressivt måleriska och tredimensionella element i det traditionella grafiska uttryckssättet. Förutom litografier sysslade han också med den ovanligare träsnitts- och linoleumsnittstekniken. Från tidigt 1980-tal kunde hans ofta flerdelade litografier i stort format och mörka färger anta monumentala former, och de gav honom en lång rad offentliga grafiska utsmyckningsuppdrag, bland annat för Helsingfors universitets odontologiska institution i Brunakärr (1981), Mikaeli-huset i S:t Michel (1990), stadsbiblioteket i Lahtis (1990), Statsrådsborgen i Helsingfors (1997), restaurang Eliel i Helsingfors (1997), Skanskas huvudkontor i Helsingfors (2000) och Finlands ambassad i Stockholm (2001). 
Mikkonen har också gjort ett stort mosaikarbete för kulturcentret Villa Karo i Benin i Afrika. Han undervisade 1976–1978 vid Orivesi-institutet och 1981–1982 samt 1987–1988 vid konstskolan i Lahtis. Han var 1986 med om att grunda grafikverkstaden Imprimo.